# 额尔德尼 (杜尔伯特)
额尔德尼，又作额尔得尼、额尔多呢，绰罗斯氏，卫拉特蒙古杜尔伯特部人，清朝时期台吉，鄂木布岱青和硕齐玄孙，察衮曾孙，丹津之孙，达克巴第五子。
乾隆十九年（1754年），随辉特部台吉阿睦尔撒纳、讷默库等归顺清朝，受扎萨克固山贝子。乾隆二十年（1755年），随西路军征达瓦齐。平定伊犁后，仍归旧牧。